# Refúgio de Vida Silvestre Mata do Buraquinho
O Refúgio de Vida Silvestre Mata do Buraquinho, ou Jardim Botânico Benjamim Maranhão, é um remanescente de Mata Atlântica no meio da área urbana de João Pessoa, capital do estado da Paraíba. Foi criado como jardim botânico pelo decreto estadual 21 264, de 28 de agosto de 2000, tornando-se unidade de conservação de proteção integral na categoria de refúgio de vida silvestre em 23 de julho de 2014, pelo decreto estadual 35 195. Com 515 hectares, é a maior floresta semiequatorial nativa plana densamente cercada por área urbana do mundo (a da Tijuca é reflorestamento não natural e a paulistana fica nos limites ou bordas da urbe, além de ficar numa latitude pouco tropical).

## História

### Antecedentes
Em 1856 a Mata do Buraquinho, hoje Jardim Botânico, era chamada de «Sítio Jaguaricumbe». Até então, em seu primeiro registro como terra possuída tinha como limites do poente até o Palácio da Redenção, atual sede do Governo do Estado, atingindo os arredores da Lagoa do Parque Sólon de Lucena. Contudo, a área original sofreu grande redução devido a vendas e desapropriações até 1907, quando foi adquirida pelo estado por cinco mil cruzeiros, por ordem do governador Valfredo Leal. O objetivo foi iniciar os estudos de canalização d'água feitos pela Companhia Parahyba Water Company, em 1898, a futura Companhia de Água e Esgotos da Paraíba (Cagepa).
O serviço de abastecimento d’água da cidade foi inaugurado em 1912 com caldeiras alimentadas pela lenha oriunda Mata do Buraquinho. Em 1939, devido à necessidade de ampliação do fornecimento d'água, foi adquirida e anexada à área a «Propriedade Paredes», localizada na margem direita do rio Jaguaribe, e em 1940 foi inaugurada a Barragem do Buraquinho. A área original ficou reduzida em cerca de 50%, devido à implantação do projeto de saneamento e abastecimento e a abertura de avenidas e estradas.
Em 1951 foi executado o Acordo Florestal da Paraíba entre o Serviço Florestal e o Governo da Paraíba, no qual estava prevista a criação de um jardim botânico, cujo objetivo principal era a produção de mudas e essências florestais. A inauguração ocorreu apenas em 1953. Em 1957, o Estado doou à União 166 hectares da área da Mata do Buraquinho para a implantação de um horto florestal.
Na década de 70 parte dos 565 hectares que formavam a Buraquinho foi desmembrada para a construção do Campus I da Universidade Federal da Paraíba (UFPB). Em 1989, através do Decreto Federal nº 98.181, os 515 hectares restantes foram declarados área de preservação permanente, ficando sob a responsabilidade do Instituto Brasileiro do Meio Ambiente e dos Recursos Naturais Renováveis (IBAMA). Todavia, 305 hectares, permaneceram sob a jurisdição da (Cagepa).

### Criação de jardim botânico e invasões
Em 1996, o IBAMA apresentou mais uma proposta para transformação da Mata do Buraquinho em jardim botânico, com o objetivo de preservação da área e garantia do seu estudo. Em 2000, o Governo do Estado da Paraíba, assumiu a responsabilidade de criação e implantação do Jardim Botânico de João Pessoa. Assim, em 28 de agosto de 2000, foi assinado o Decreto nº 21.264 de criação efetiva do Jardim Botânico, abrangendo uma área total de 515 hectares.
Desde a criação do jardim botânico tem havido as invasões às margens da reserva, onde podem ser constatados casos de subtração de território de preservação, assim como desmatamento (como na Favela Paulo Afonso), além da criação de comércios clandestinos, como a conhecida «Sucata do Italiano», no bairro de Jaguaribe.

## Características

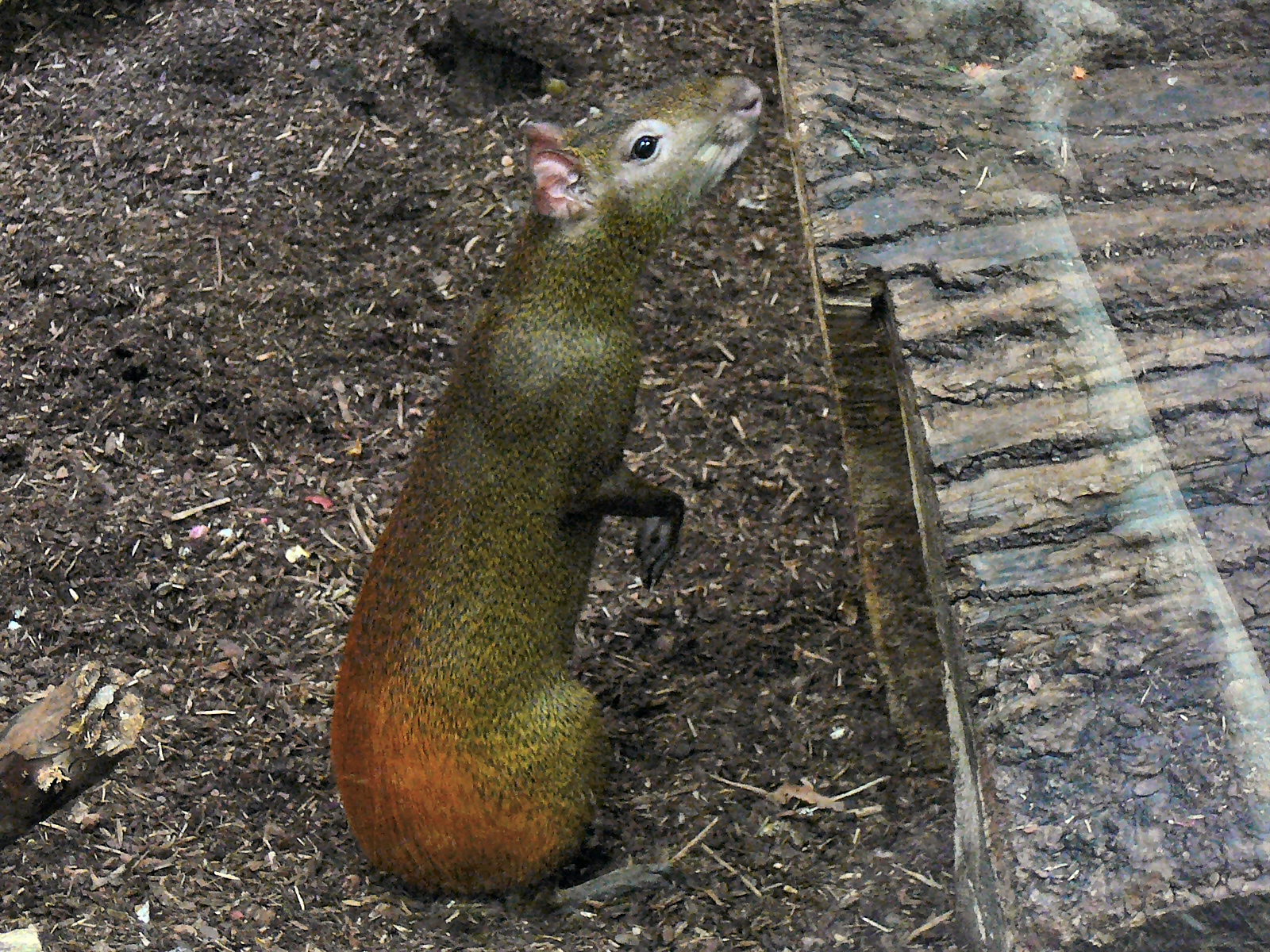
Cutia, mamífero ainda visto na área

O rio Jaguaribe, que deságua no oceano Atlântico, atravessa a reserva e corta 23 bairros da capital paraibana e atualmente sofre com a poluição urbana. Para as três trilhas («do Rio», «do Buriti» e «do Bambuzal»), o jardim botânico recebe grupos de até 50 pessoas por turno, de manhã e à tarde, cujas visitas têm de ser agendadas. Antes do passeio, o grupo assiste a uma palestra no auditório sobre o jardim botânico e sua importância para a cidade.
Além de área de lazer, o jardim botânico tem o objetivo de estudar espécies da fauna e da flora, já que o parque conta com espécies animais e vegetais típicas da mata atlântica. Na área são desenvolvidas atividades de educação ambiental e preservar o patrimônio genético das plantas, entre as quais estão sucupira, massaranduba, cajazeira, copiúba, dendê, pau-pombo, orquídeas e bromélias.
Entre os animais, além de saguis, há outros mais raros, como tamanduá-mirim, cutia, raposa, preá, preguiça, borboletas, cobras e pássaros (pica-pau, sabiá, anu-preto e jacu).